# Řád Nejsvětější Panny Marie v Hispánii

Znak řádu

Řád Nejsvětější Panny Marie v Hispánii (španělsky Órden de Santa Maria de España) nebo též Řád hvězdy (španělsky Orden de la Estrella) byl španělským rytířským řádem, který založil roku 1270 v Cartageně král Alfons X. Kastilský k boji proti Maurům na moři.

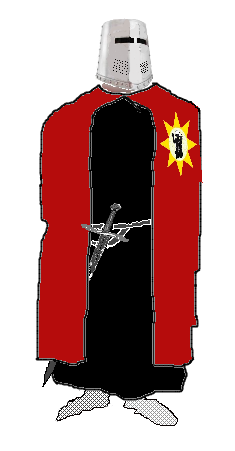
Řádový rytíř

Byl organizován podobně jako Řád calatravských rytířů a skládal se jak z rytířů, tak i z duchovních. Šlo o první rytířský řád, určený k boji na moři, a až daleko později se námořním operacím věnoval Řád sv. Štěpána, papeže a mučedníka. Řád se od roku 1273 spravoval cisterciáckou řeholí a podléhal duchovnímu vedení cisterciáckého opata z Granselve ve Francii. Řádovým oděvem byla černá tunika a červený plášť, na němž byla vyšita zlatá hvězda s Pannou Marií se znaky království Kastilie a Leon.
Řád sídlil v Cartageně a měl pobočky v přístavech San Sebastián, A Coruña a El Puerto de Santa María. Král Alfons X. si přál být po své smrti pohřben v jejich klášteře v Cartageně, pro který byla vytvořena i socha Panny Marie tzv. Virgen del Rosell, která byla patronkou řádu.

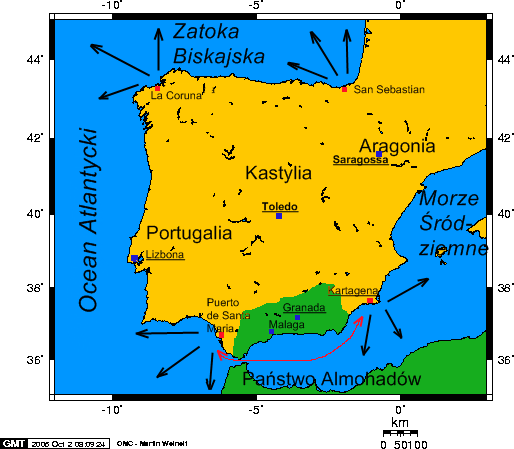
Mapa základen řádu s vyznačením směrů bojových operací

Jediným velmistrem byl Pedro Núñez, původně svatojakubský rytíř.
Řád byl roku 1279 poražen v bitvě proti Granadskému emirátu u Algésiras a následkem této porážky byl roku 1281 sloučen s Řádem svatojakubských rytířů.